# Erguibat
Els erguibat, reguibat, rgaybāt, r´gibat o ergaybat són una tribu amaziga d'origen sanhadja encara que se li han unit algunes tribus àrabs durant els darrers dos segles. És establerta al Sàhara Occidental (part oriental), Marroc (al oued Noun), Mauritània (part nord) i Algèria (zona de Tindouf). Parlen hassania, un dialecte àrab, i practiquen la branca malikita de l'islam sunnita. Afirmen ser descendents de Sidi Ahmed al-Rgibi, qui vivia a la regió de Saguia el Hamra en el segle XVI i que es presentava com a descendent del sant Abdeslam Ben Mchich Alami. Per això creuen que són, a través d'ell, una tribu xorfa, és a dir, descendents directes del profeta Muhàmmad.

## Història
Inicialment eren una destacada tribu zàuiya amb un estil de vida semisedentari, però degut als atacs de les tribus beïnes durant el segle xviii adoptaren la criança de camells, tornaren al nomadisme, van prendre les armes i sortiren de la posició subordinada que havien ocupat anteriorment. Això va donar inici a un procés de ràpida expansió i la transformació total en una tribu guerrera tradicional. A finals del segle xix s'havien convertit en la tribu sahrauí més gran i eren reconeguts com la tribu guerrera més poderosa de la zona.
Les terres de pastura de les fraccions erguibat s'estenien des del Sàhara Occidental a la meitat nord de Mauritània, les vores del sud del Marroc i Mali, i grans franges septentrionals de l'oest d'Algèria (on van capturar la ciutat de Tindouf de la tribu tajakant en 1895, i la van convertir en un important campament erguibat).
Durant el segle XX formaren la tribu més important del Sàhara Espanyol i la tribu sahrauí més important del Marroc. Segons el cens espanyol de 1974, hi representaven més de la meitat de la població del Sàhara Occidental. Els dos principals grups dels erguibat són els Erguibat al-Sahel, que viuen als territoris occidentals i els Erguibat al-Sharq o Erguibat Legouacem, que viuen als territoris orientals. La tribu era originàriament nòmada i es desplaçava entre Marroc i l'actual Mali passant per Mauritània i Algèlia. Actualment els erguibat són sedentaris.

## Erguibat cèlebres
- Mustafà Said Al-Uali, fundador del Front Polisario
- Khalihenna Ould Errachid, president del Consell Reial Consultiu pels Afers del Sàhara (CORCAS)
- Brahim Ghali, cap del Front Polisario i president de la República Àrab Sahrauí Democràtica (RASD)
- Mohamed Abdelaziz, antic cap del Front Polisario i president de la República Àrab Sahrauí Democràtica (RASD)
- Lahbib Ayoub, cofundadour del Front Polisario i antic dirigent sahrauí que després va desertar i es va unir al Marroc
- Mohamed Cheikh Biadillah, polític i antic ministre marroquí